# Guaraná (refrigerante)

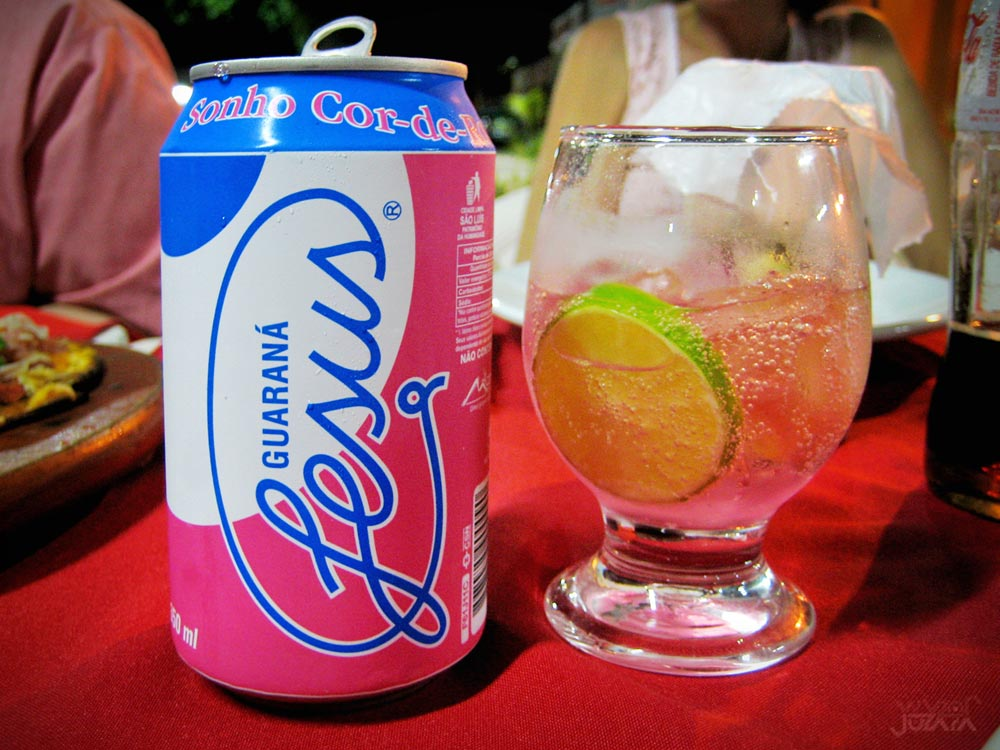
Lata de 350 ml do guaraná Jesus

Guaraná é um refrigerante feito à base de fruta do guaraná.

## História
O processamento do xarope da fruta inicia-se no Brasil em 1905 por Fara, um médico da cidade de Resende, Rio de Janeiro. Em 1906 é lançado pela F. Diefenthaller, uma fábrica de refrigerantes de Santa Maria, Rio Grande do Sul, o Guaraná Cyrilla.  A fábrica posteriormente renomeada para Cyrilla foi fechada em 200 e reaberta em 2020, com a promessa de relançar os clássicos guarana cyrilla, gasosa cyrilla e cyrillinha. A  Antarctica desenvolveu um processo de eliminar a adstringência e o amargor, ressaltando o sabor e o aroma característicos da fruta, lançando o Guaraná Champagne Antarctica em 1921. Hoje, há várias marcas de refrigerante de guaraná espalhadas pelo Brasil.
Outro refrigerante de guaraná foi criado acidentalmente em 1920 pelo farmacêutico Jesus Norberto Gomes, no estado do Maranhão. Jesus importou uma máquina de gaseificação para produzir uma espécie de magnésia fluida, um medicamento famoso na época, com extratos de 17 ingredientes da Amazônia, entre eles guaraná e canela, mas o negócio não deu certo. O farmacêutico, contudo, resolveu fazer uma bebida para os netos e agradou a todos. Com o tempo, a bebida cor-de-rosa caiu no gosto do povo e até hoje é bastante popular no estado, mantendo a fórmula. Em 2001, a Coca-Cola comprou a marca.
Na Sérvia e em outros países do Leste Europeu, fabricam-se bebidas energéticas à base de guaraná, comercializadas com este nome, mas sem o mesmo sabor doce do refrigerante - tem um sabor amargo e efeito cardioacelerador.